# 马征
马征（1983年3月29日—），印度外交官，现任印度驻上海总领事。

## 经历
马征出生于1983年3月29日。拥有德里经济学院经济学硕士学位。
2025年1月23日，出任印度驻上海总领事。